# Hliðskjálf

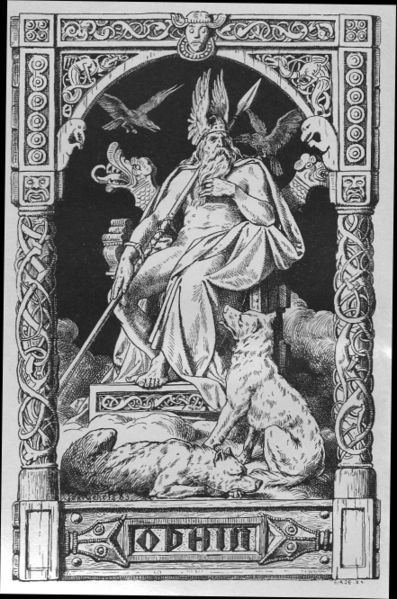
Odino sul trono di Hliðskjálf, circondato dai suoi animali: i corvi Huginn e Muninn e i lupi Geri e Freki.

Nella mitologia norrena, il Hliðskjálf è l'alto trono di Odino, che lo rende capace di vedere in tutti i mondi. Esso si trova nel palazzo del padre e signore di tutti gli dèi, Válaskjálf.

## Nelle fonti

### Grímnismál
Nei Grímnismál, Odino e Frigg siedono insieme sul Hliðskjálf quando guardano i loro figli adottivi Agnarr e Geirrøðr, uno che abita in una caverna con una gigantessa, mentre l'altro è un re. Allora la dea esprime al marito tutto il suo biasimo che Geirrøðr sia così inospitale e taccagno nei confronti degli ospiti, e il capo degli dèi allora interviene per sistemare la questione.

### Skírnismál
Negli Skírnismál, è Freyr che siede sul Hlidskjálf quando guarda nello Jǫtunheimr e vede la bellissima scrofa chiamata Gerðr, della quale si innamora a prima vista:
(Edda poetica - Skírnismál - Il   Discorso di   Skírnir - Prologo)

### Edda in prosa
Nella Gylfaginning, Snorri Sturluson menziona l'alto trono in quattro differenti passi del poema. Nel primo frangente ne parla nella maniera seguente:
(Snorri Sturluson - Edda in prosa - Gylfaginning IX)

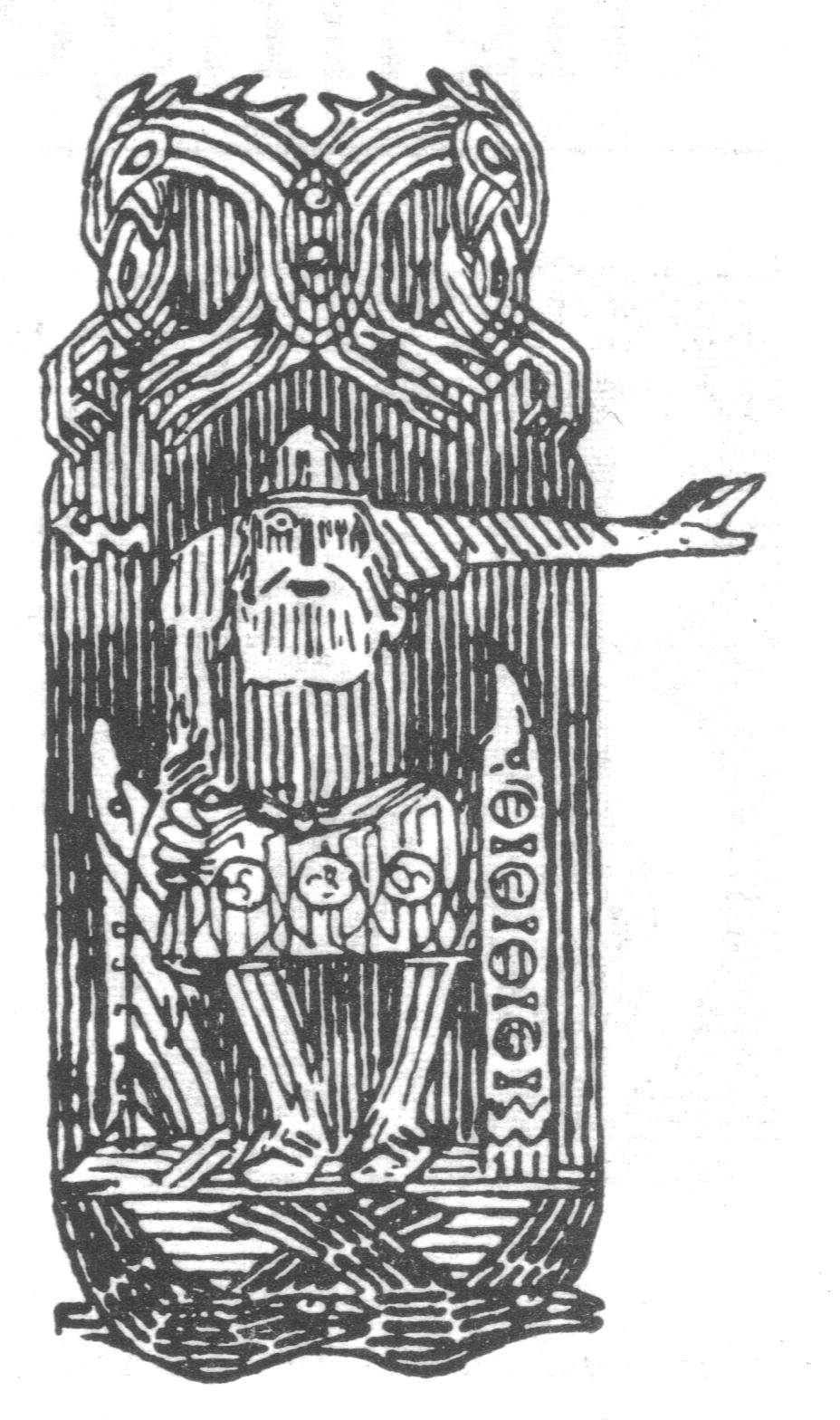
Odino assiso sul suo trono in un'incisione per la Saga degli Ynglingar del 1899.

Proseguendo nell'opera, la descrizione di questo alto seggio appare più dettagliata:
(Snorri Sturluson - Edda in prosa - Gylfaginning XVII)
La terza citazione del Hliðskjálf è fatto durante il racconto del corteggiamento di Gerðr, ripreso dallo Skírnismál:
(Snorri Sturluson - Edda in prosa - Gylfaginning XXXVII)
Infine, l'ultima citazione fatta da Snorri Sturluson è fatta quando Odino usa l'alto seggio per scovare Loki, che era scappato in seguito agli avvenimenti inerenti alla morte di Baldr per mano del dio Höðr.